# Ячей
Ячей (Мелкая) — река в России, протекает в Ненецком автономном округе. Её крупнейшие притоки: Мелкая Виска (справа), Мадега (слева), Аркомбой (справа). Впадает в Болванскую губу Печорской губы Баренцева моря. Длина реки составляет 50 км.

## Данные водного реестра
По данным государственного водного реестра России относится к Двинско-Печорскому бассейновому округу, водохозяйственный участок — реки бассейна Баренцева моря от восточной границы бассейна р. Печора до восточной границы бассейна р. Бол. Ою. Речной бассейн реки — бассейны рек междуречья Печоры и Оби, впадающие в Баренцево море.
Код объекта в государственном водном реестре — 03060000112103000085064.